# Leioselia
Leioselia là một chi bướm đêm thuộc họ Noctuidae.